# Nathaniel Jones (polityk)
Nathaniel Jones (ur. 17 lutego 1788 w Warwick, zm. 20 lipca 1866 w Newburgh) – amerykański polityk, członek Partii Demokratycznej.

## Działalność polityczna
W 1827 i 1828 zasiadał w New York State Assembly. W okresie od 4 marca 1837 do 3 marca 1841 przez dwie kadencje był przedstawicielem 6. okręgu wyborczego w stanie Nowy Jork w Izbie Reprezentantów Stanów Zjednoczonych. Od 1852 do 1853 zasiadał w New York State Senate.